# Austin Princess
L'Austin Princess est une série de grandes voitures de luxe qui furent produites par Austin et sa filiale Vanden Plas de 1947 à 1968.
Le nom Princess fut également utilisé comme suit:
- À partir d'octobre 1959, le nom Princess a été utilisé sur des versions de luxe des voitures de milieu de gamme BMC 6/99 & 6/110 et A99 & A110.
- À partir d'octobre 1962, le nom Princess a été utilisé sur une version de luxe de l'Austin/Morris 1300.
- À partir de septembre 1975, le nom Princess a été utilisé pour des voitures familiales produites en masse chez Leyland, les 1800/2200, ancienne gamme Austin/Morris/Wolseley[2].

## Nommage

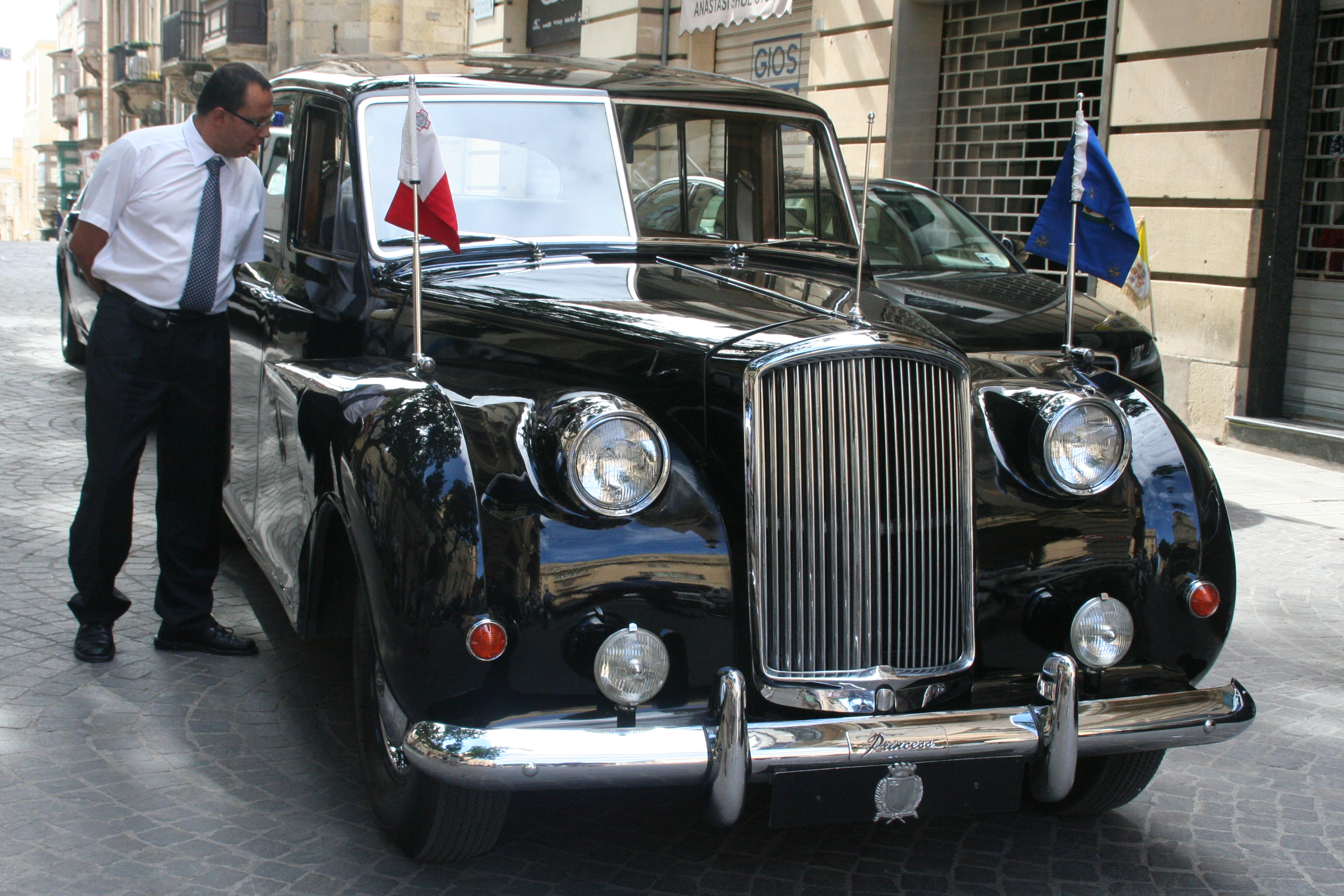
La voiture d'état du Président de Malte

La première Austin Princess A120 fut lancée en 1947 comme le modèle phare le plus coûteux de la gamme Austin en même temps que l'A110 Austin Sheerline (conçue pendant la guerre) dont la carrosserie fut montée sur le même châssis à Longbridge, l'A110 produisant 10 chevaux de moins étant équipée d'un seul carburateur. Les deux voitures ont toujours eu une apparence massive et lourde. La Princess (code de modèle A120) mettait en vedette une carrosserie Vanden Plas et était une grande berline ou une limousine. La voiture fut proposée avec deux intérieurs distincts. Le modèle "DM" de type limousine avait une partition coulissante en verre entre le conducteur et les passagers arrière et des tables de pique-nique, et le "DS" était la berline. Les berlines furent couronnées de succès en tant que voitures de haut-exécutif, de nombreuses Princess (et Sheerlines) furent achetées pour des fonctions cérémonielles ou par des sociétés de location en tant que limousines de location. La berline, pesant près de deux tonnes, avait 5 105 mm de long et 1 854 mm de large sur 3 086 mm d'empattement.
Le modèle Princess fut mis à jour pendant des années, d'abord par la version Mark I (A120), puis la Mark II (A135) et la Mark III, la modification la plus importante étant l'introduction de l'empattement long en 1952, avec une carrosserie plus longue et sept sièges: en dehors de cela la carrosserie et la mécanique ont à peine changé, pas plus que les moteurs 4 litres six cylindres en ligne. Le radiateur était vertical comme dans l'ancien style et la voiture avait des ailes avant séparées, mais elles ont toujours été plus moderne de style que les Bentley ou Rolls-Royce de même taille, et la berline affichait un prix d'un peu plus des deux-tiers de la Rolls-Royce.
À partir d'août 1957, le nom Austin est abandonné, afin que la voiture puisse être vendue par des concessionnaires Nuffield. À partir de mai 1960, le nom "Vanden Plas" a été ajouté à "Princess".

## Austin Princess I, II et III
En 1947, Austin produisait deux châssis pratiquement identiques, l'un pour l'A110 (plus tard A125 Sheerline, entièrement construite par Austin à l'usine de Longbridge) et le châssis A120 (plus tard A135) utilisé par Vanden Plas pour produire la Princess à leur usine de Kingsbury (Nord de Londres). Bien que Vanden Plas fût alors entièrement détenue par Austin et qu'une grande partie de la mécanique et de l'instrumentation fût la même dans les deux voitures, la Princess était le modèle phare d'Austin avec de meilleures finitions de cuir, de laine et de ronce de noyer à l'intérieur.
La Princess avait un moteur six cylindres de 3,5 litres, qui s'est ensuite élargi à un 4,0 litres sans autre modification. La Princess a été souvent construite à la commande. Les clients pouvaient spécifier la couleur désirée et une gamme de configurations différentes étaient disponibles, comprenant le choix de triple ou simple carburateurs et des systèmes d'échappement jumeaux ou uniques. Alors que la version plus sportive à trois carburateurs était plus performante, elle avait tendance à atteindre 20,2 à 23,5 L/100 km. Le modèle à carburateur unique a cependant donné une meilleure consommation de carburant. Les performances furent très bonnes pour une voiture de cette taille, avec une vitesse de pointe de 145 km/h et une accélération de 0 à 97 km/h en 20 secondes.
La version Limousine est introduite en 1950. Le châssis et l'espace passagers ont été agrandis pour permettre à une paire de sièges strapontins de prendre place à l'arrière des sièges avant, et un verre de division était la norme.
Toutes ces voitures sont maintenant extrêmement rares, surtout la berline. De nombreuses berlines furent converties en taxis à la fin des années 1950, équipées de moteurs diesel Perkins rendant le véhicule plus économique à l'usage. Le moteur à essence six cylindres de 3 993 cm3 a également équipé, comme option rarement choisie, les véhicules commerciaux Austin et Morris WEK et WFK.
Au cours de la durée de vie de ce modèle (en 1952), Austin devint une partie de la British Motor Corporation (BMC).

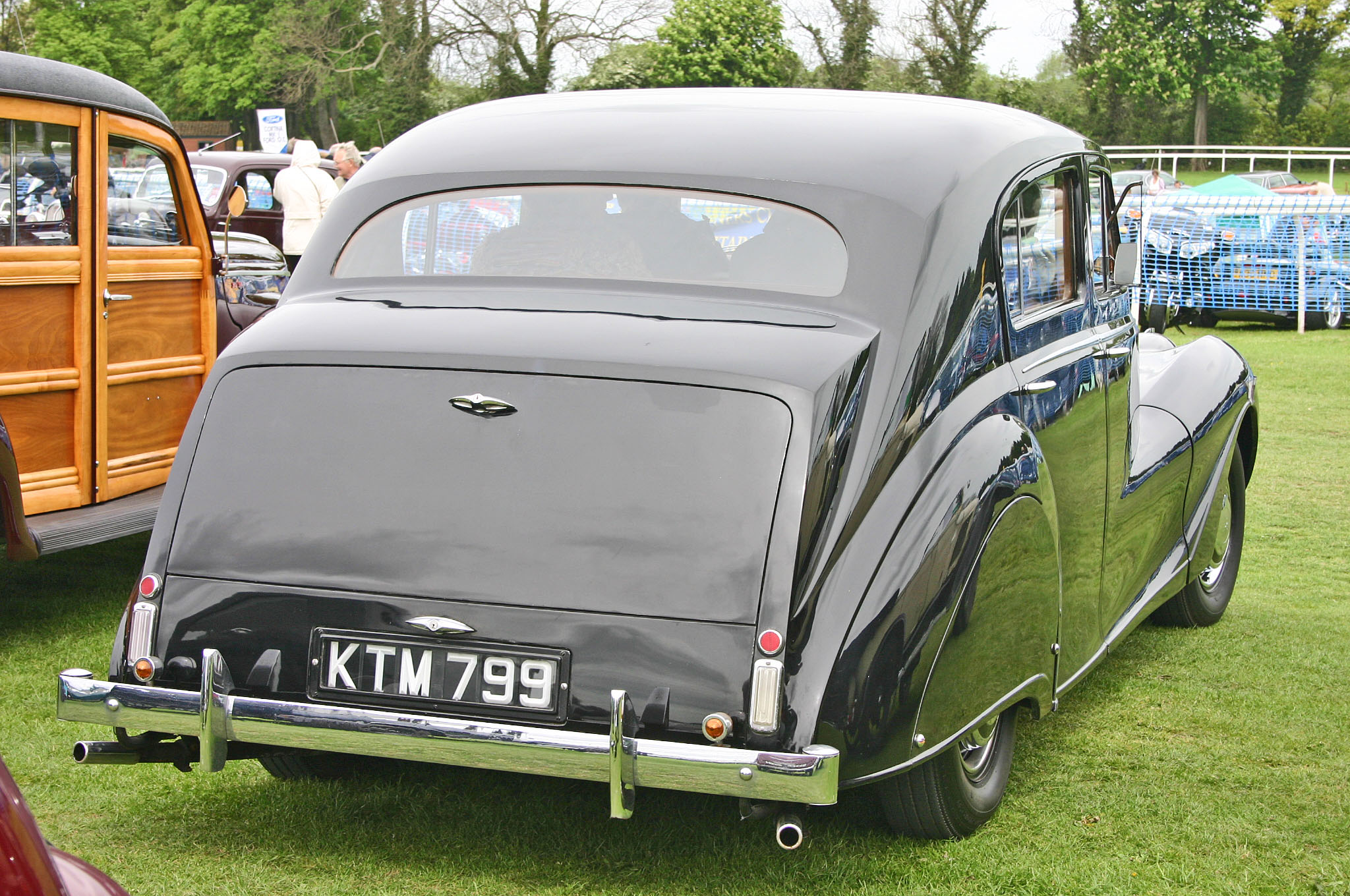
Austin A135 Princess II (DS3)

## Austin Princess IV et Princess IV
L'Austin Princess IV fut introduite en 1956. Proposée en Berline et Limousine de tourisme, ces remplacements des anciennes Sheerline et A135 ne sont restés dans le catalogue que jusqu'en 1959 ; 200 ont été construites.
La dernière A135 Mark 3 coûtait cinq fois le prix d'une Austin A30. La nouvelle IV devait être offerte à 6,5 fois le prix d'une Austin A30, prix auquel il n'y avait presque pas de demande. Le nom a été raccourci en août 1957, lorsque la voiture a perdu "Austin", devenant simplement Princess IV de sorte qu'elle puisse être vendue indifféremment par des concessionnaires Morris ou Austin. The Times a testé la Princess IV et lui a consacré un article assez long au début de février 1959.
Les Princess IV ont été abandonnées en 1959 et remplacées dans le catalogue par un modèle beaucoup plus petit, une mise à jour de l'Austin Westminster (Vanden Plas Princess dessinée par Pininfarina, voir ci-dessous), vendue pour un peu plus de 40 % du prix de la Mark IV.
Une Austin Princess IV a été mise à l'essai par le magazine Autocar, publié le 3 octobre 1958 dans le numéro 1703. Le moteur fut évalué à 152 ch (112 kW) (brut) et le véhicule donna une vitesse maximale de 159 km/h, dans les conditions d'essai en vigueur.

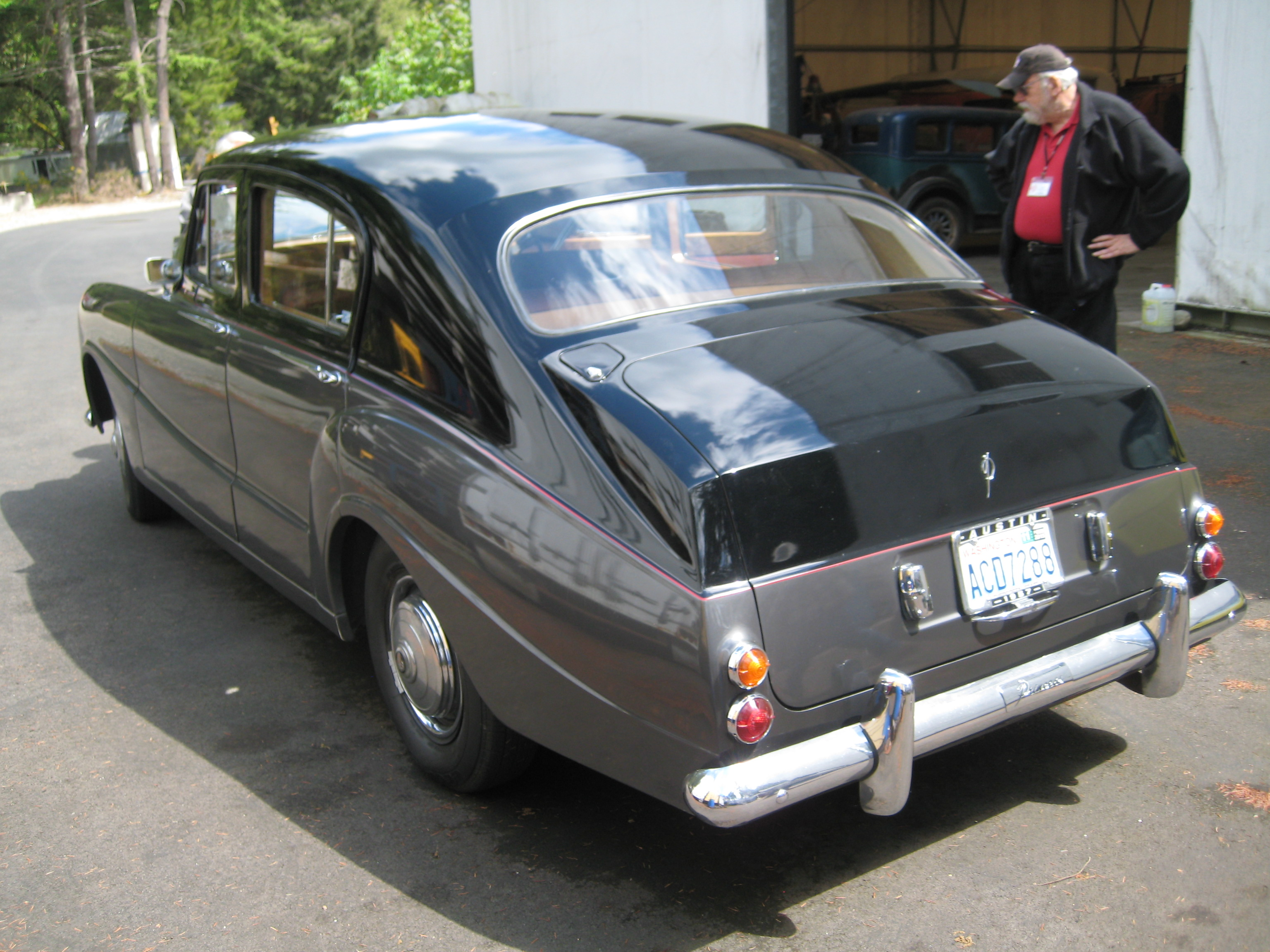

## Austin Princess, Princess et Vanden Plas Princess Limousine Empattement Long (ou Berline)
La berline Austin A135 Princess à Empattement Long (DS6) et la Limousine (DM4) ont été introduites en 1952. La boite automatique et la direction assistée de la Princess IV ont été utilisés à partir de 1956. Le nom de la marque a changé de Austin à Princess en août 1957, pour devenir Vanden Plas à partir de juillet 1960. Les berlines à empattement long ont continué à être construites à la main en nombre limité ainsi que la Limousine Vanden Plas Princess 4 Litres jusqu'en 1968. Désormais intégrées à British Leyland, la Daimler DS420 (en) sur base de Jaguar Mark X a été initialement produite chez Vanden Plas à Kingsbury, au Nord de Londres, puis remplacée par la Vanden Plas Princess au sein de la nouvelle gamme légèrement rationalisée. Ce qui était prévu en 1966, lorsque British Motor Holdings (en) (BMH) joignit BMC et Jaguar, et le développement chez Vanden Plas d'un successeur potentiel fut arrêté. La limousine fut luxueusement aménagée avec beaucoup de bois poli, du tapis mohair en option et la radio avec les contrôles dans l'accoudoir. Parmi la longue liste des options disponibles on trouvait des monogrammes et des drapeaux d'aile. Le compartiment avant est séparé de l'arrière par une division avec un téléphone en option pour communiquer avec le pilote. Le poste de conduite a une finition cuir, mais les sièges arrière sont couverts de tissu, arrangement habituel sur de nombreuses voitures de luxe de l'époque. Bien que moins durable que le cuir, le tissu était considéré comme plus respectueux des vêtements des passagers. Pour augmenter la capacité, deux strapontins pouvaient être dépliés du plancher.
La voiture avait des suspensions indépendantes à l'avant et des ressorts semi-elliptiques à l'arrière avec une barre anti-roulis. La direction à came pouvait être assistée en option.
Une limousine Austin A135 Princess à empattement long fut testée par le magazine The Motor en 1953 et avait une vitesse de pointe de 127 km/h et put accélérer de 0 à 97 km/h en 23,3 secondes. Une consommation de carburant de 18,7 L/100 km fut enregistrée. Le véhicule de l'essai coûtait 2 480 £, taxes comprises.
Une limousine automatique fut testée par le magazine britannique The Motor en 1962 et avait une vitesse de pointe de 138,7 km/h et put accélérer de 0 à 97 km/h en 23,5 secondes. Une consommation de carburant de 17,9 L/100 km fut enregistrée. La voiture de l'essai coûtait 3 473 £ taxes incluses.

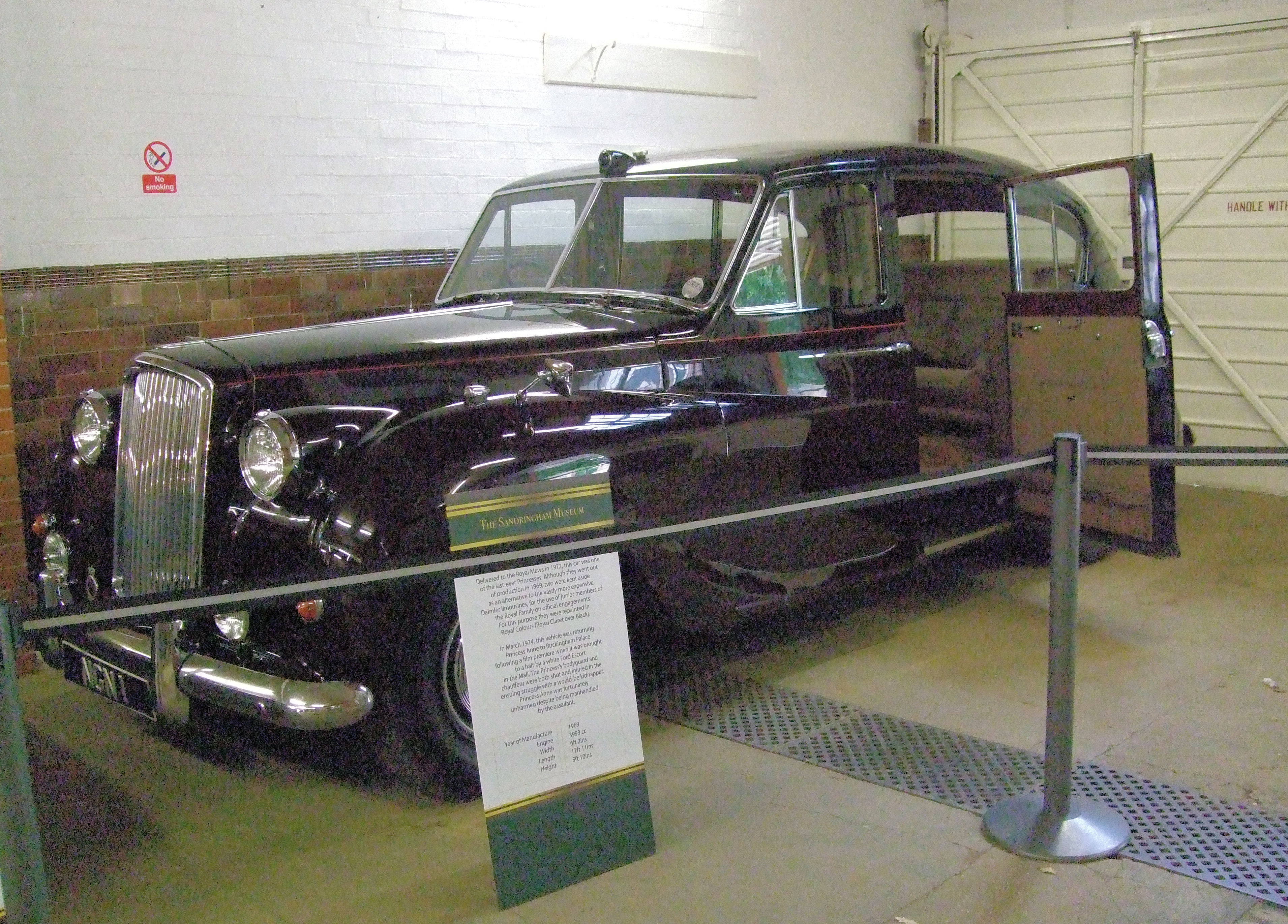
Princess de 1969 à Sandringham
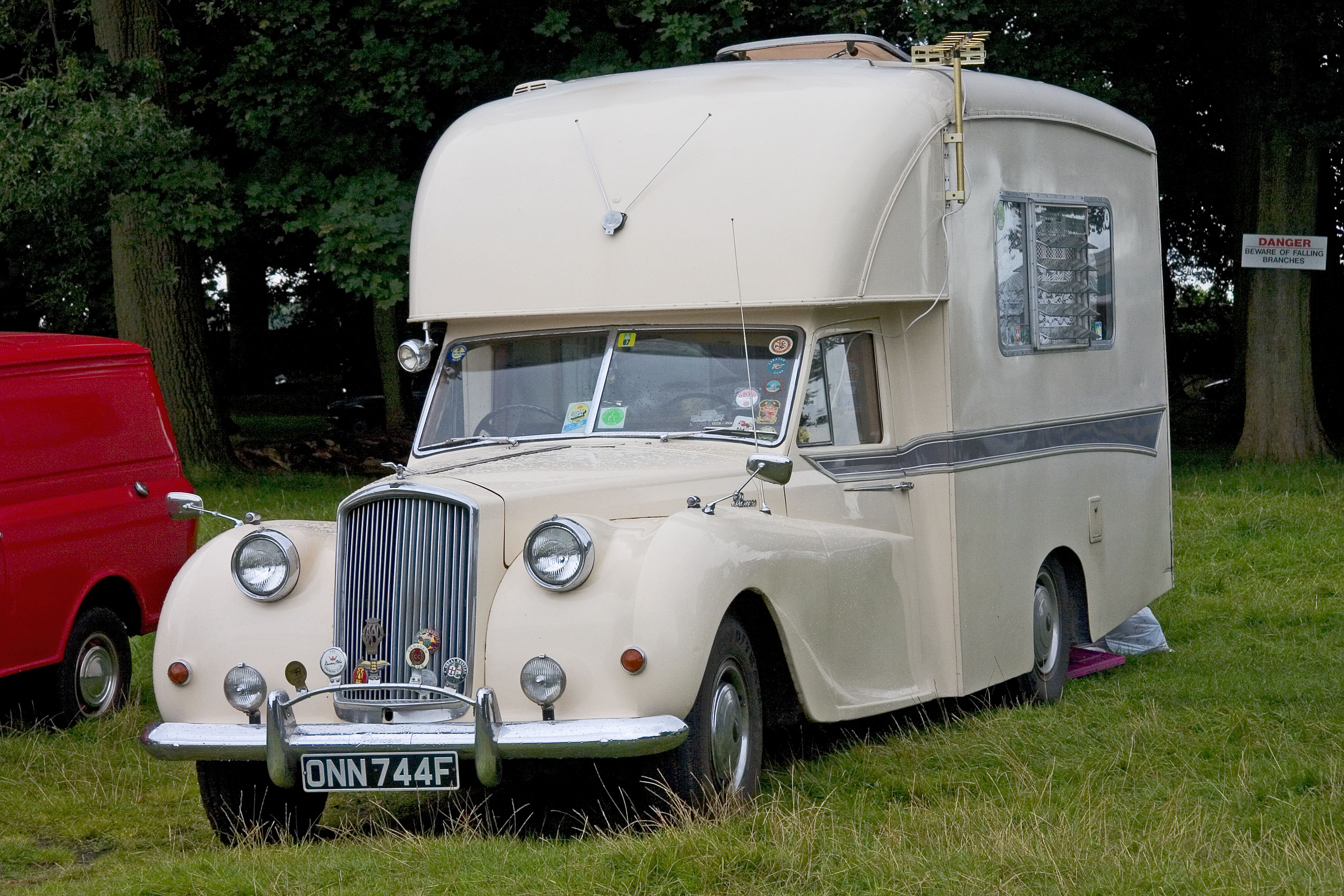
La princesse DM4 convertie en motorhome

à partir du panneau sur la photographie:
"Livrée à la Royal Mews en 1972, cette voiture était l'une des dernières Princess. Bien qu'elles sortaient de production en 1969, deux furent mises de côté, comme alternative à la limousine Daimler beaucoup plus chère, pour l'utilisation des membres junior de la famille royale dans des missions officielles. À cette fin, elles ont été repeintes dans les couleurs royales (royal claret sur noir)
En mars 1974, ce véhicule ramenait la princesse Anne au palais de Buckingham après une première d'un film quand il a été bloqué par une Ford Escort blanche dans le centre commercial. Les garde du corps et chauffeur de la princesse furent blessés dans la lutte qui s'ensuivit avec le kidnappeur. La princesse Anne en sortit heureusement saine et sauve bien qu'elle eût été malmenée par l'agresseur"

## La Princess 3 litres et la Vanden Plas Princess 3 litres
En octobre 1959, un nouveau modèle sur base de l'Austin A99 Westminster est lancé sous le nom de Princess 3 litres. À partir de juillet 1960, ces véhicules portent la marque Vanden Plas qui devient une marque de plein droit (plutôt que d'être connu comme carrossier des voitures d'autres constructeurs). La voiture est bien plus petite et coûte moins de 44 % du prix de la précédente Princess IV Berline, et était donc en grande partie identique à l'Austin A99 Westminster, et à d'autres modèles portant la carrosserie dessinée par Pininfarina. Elle propose une nouvelle calandre Vanden Plas (assez carrée, avec un cadre épais et des lames verticales), des phares ronds et des grilles d'avertisseur à l'avant. L'intérieur est somptueux, typique du style Vanden Plas, doté de boiseries en ronce de noyer, sièges en cuir et panneaux, et d'une moquette de haute qualité. Une division entre le conducteur et le compartiment arrière est une option supplémentaire. Le 3 litres développait 109 ch (81 kW).
Une Princess Vanden Plas 3 litres à boite automatique fut testée par le magazine britannique The Motor en 1961, avait une vitesse de pointe de 159,8 km/h et couvrit le départ arrêté à 97 km/h en 16,1 secondes. On releva une consommation de carburant de 13,4 l/100 km. La voiture de l'essai coûtait 1 467 £ taxes comprises.
Ce modèle fut remplacé en 1961 par la Vanden Plas Princess 3 litres Mark II, de même style mais avec un empattement allongé de cinq centimètres et des barres anti-roulis sur toutes les suspensions. La puissance fut portée à 122 ch (89 kW). De meilleurs freins furent montés et les aménagements intérieurs comprenaient maintenant des « tables de pique-nique » pour les passagers arrière. L'air conditionné était maintenant proposé en option.
Ce modèle a été abandonné en 1964.

Vanden Plas Princess 3 litres Mark II
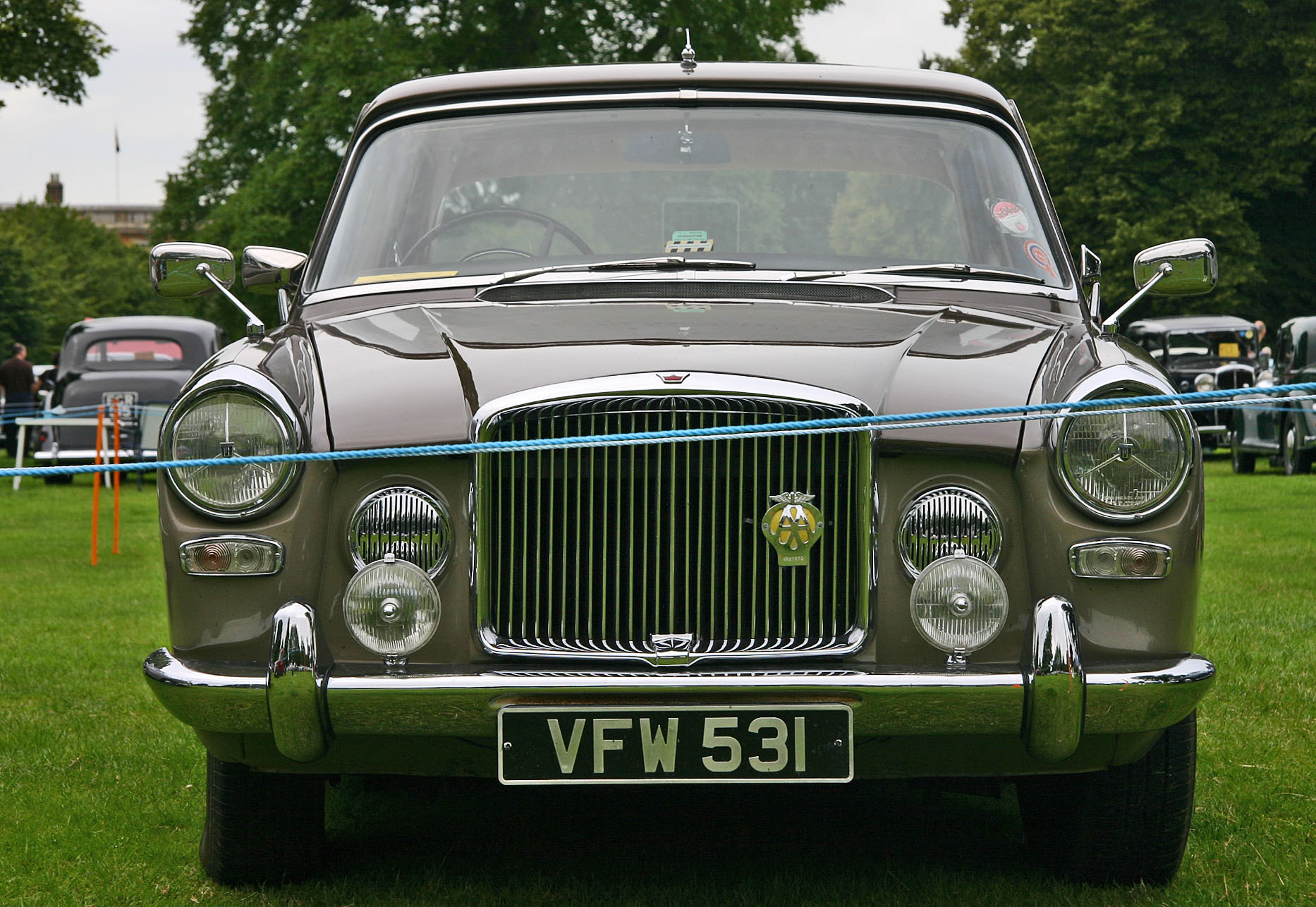
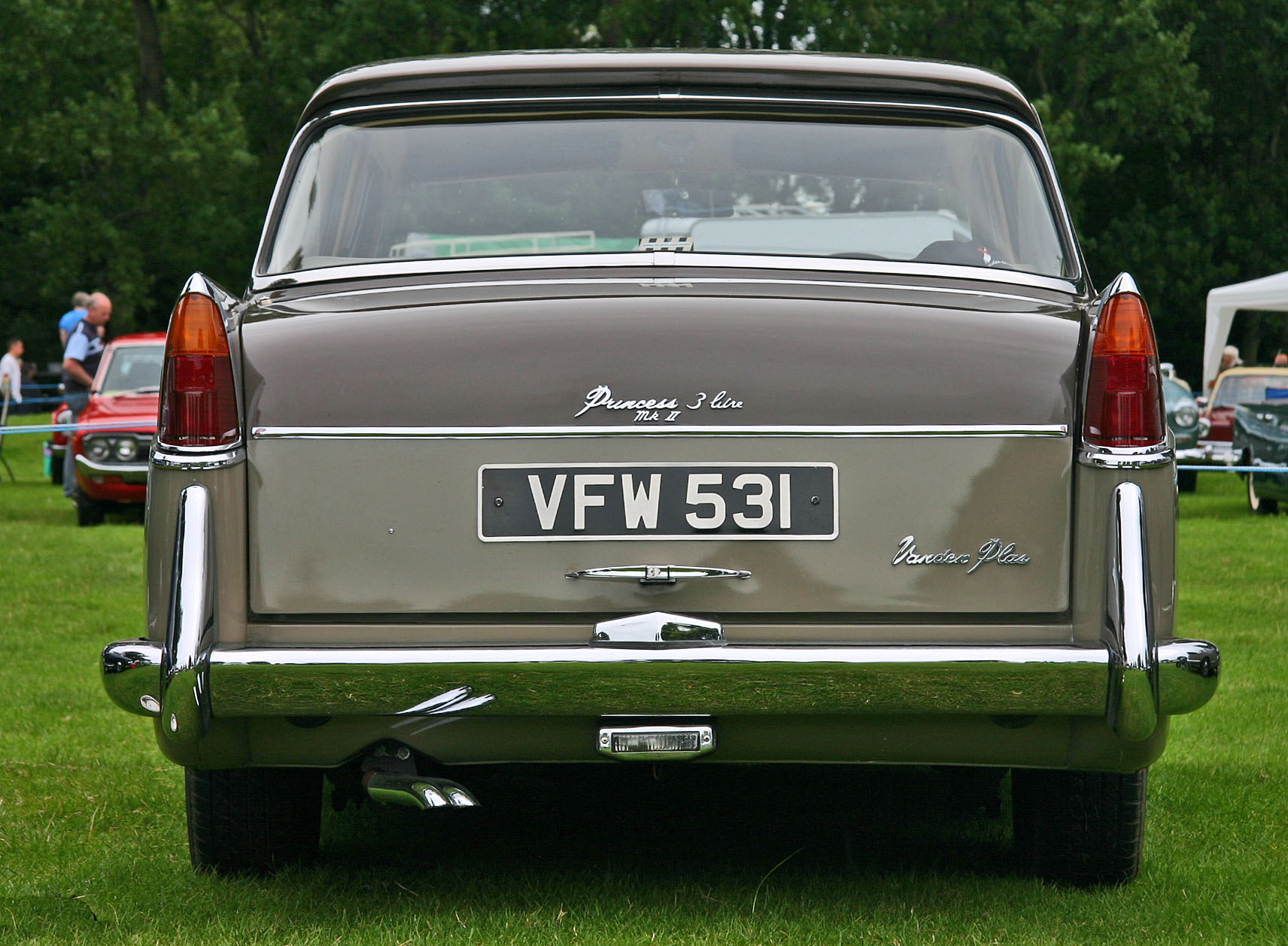
vue arrière montrant les ailettes de queue
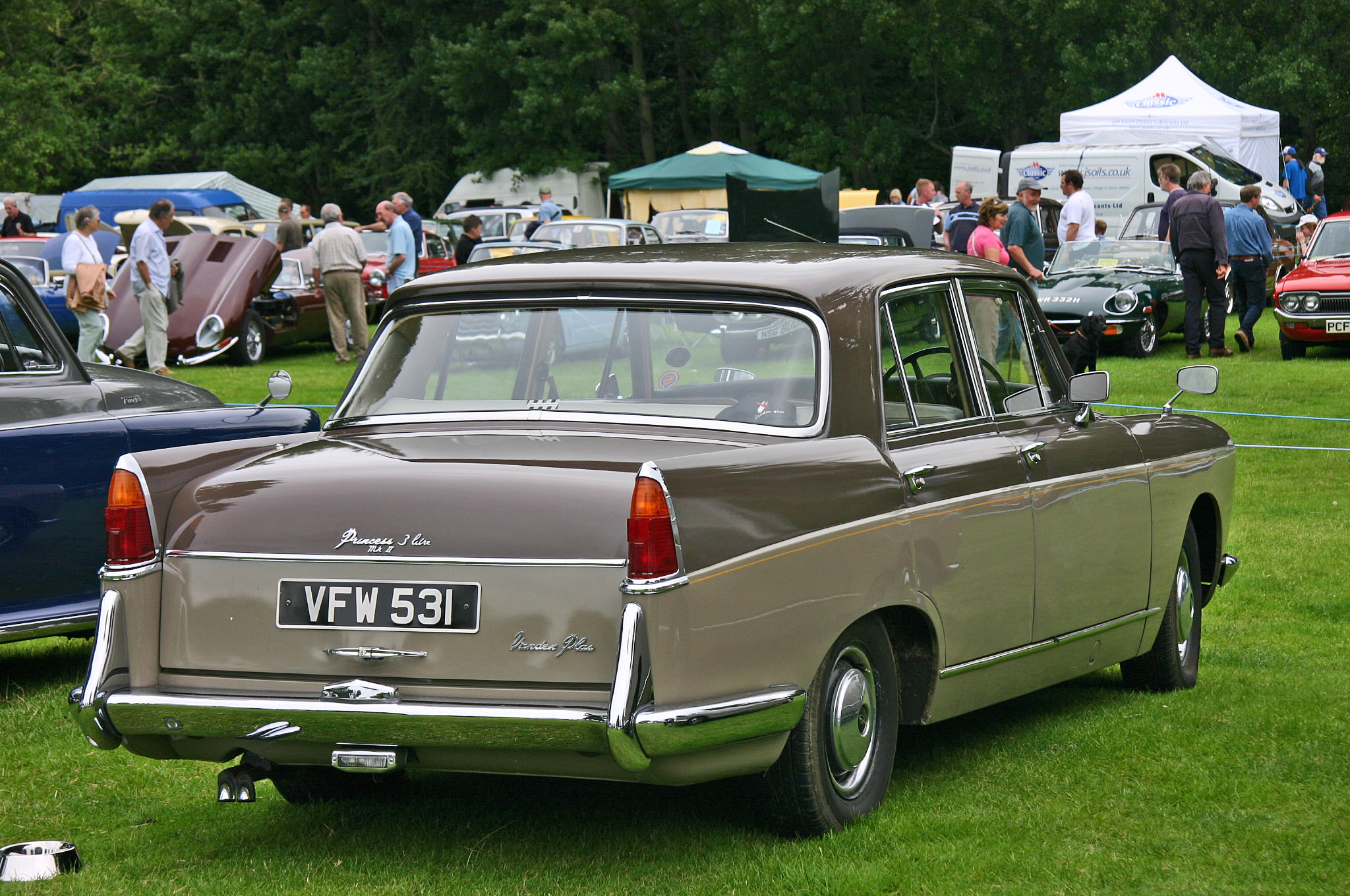

## Vanden Plas Princess4litresR
La Vanden Plas Princess 4 litres R avec son moteur Rolls-Royce tout en aluminium de 175 ch a été annoncée en août 1964. Avec un rapport poids/puissance inhabituellement élevé, la voiture croisait aisément à plus de 145 km/h et était capable de pointes à 180 km/h.
Le grand changement se trouvait sous le capot, où il y avait le résultat de plus de deux ans de collaboration technique entre BMC et Rolls-Royce. Le moteur en aluminium Rolls-Royce FB60 était une version à course plus courte du Rolls-Royce Militaire B : plus de 30 000 unités à 4, 6 et 8 cylindres avaient déjà été produites. Le moteur 6 cylindres pesait seulement 204 kg. La cylindrée atteint 3,9 litres. C'est un super-carré avec un alésage de 95,25 mm, une course de 91,44 mm et un rapport de compression de 7,8:1 délivrant 177 ch (130 kW) à 4 800 tr/min. La voiture est équipée de carburateurs double corps SU. Le bloc et la culasse sont en aluminium, les poussoirs sont à réglage hydraulique automatique sur des soupapes d'admission en tête et d'échappement de côté. Le vilebrequin équilibré reposait sur sept paliers.
La 4 litres R portait de nombreuses finitions en noyer poli permettant de masquer le dos des sièges entièrement inclinables et les tables de pique-nique des passagers arrière. Une nouvelle transmission automatique fut fournie, la BorgWarner modèle 8, sa première utilisation dans une voiture britannique, et une direction assistée variable Hydrosteer accompagne des pneus plus larges. Extérieurement, les feux de brouillard ont été remontés par la calandre, les ailes arrière étendues et ajustées pour un look plus important et les embouts d'aile remplacés par des petits coin-crêtes.

### Prix
La fixation des prix a été influencée à partir d'avril 1961 par un allègement d'impôt sur les voitures de société coûtant jusqu'à 2 000 livres.
La nouvelle voiture a été vendue sur un pied d'égalité avec la bulbeuse Jaguar Mark X, seulement 50 % de plus que son apparente prédécesseur, la 3 litres. C'était un changement majeur de positionnement visant la croissance du marché de prestige et exécutif en Europe et aux États-Unis, mais son apparence proche de son prédécesseur, son prix proche de celui de la Jaguar, qui était à la fois plus grande, avait un châssis de conception beaucoup plus avancée, était plus prestigieuse, et une absence de marché aux États-Unis la voua à l'échec.
- 1 346 £ (Vanden Plas Princess Mark II, modèle abandonné)
- 1 994 £ Vanden Plas Princess 4 litres R
- 2 022 £ Jaguar Mark X
- 5 517 £ Rolls-Royce Silver Cloud III[17]

Une capacité de production de 12 000 véhicules par an fut prévue (bien que la production réelle ne fût jamais qu'une fraction de ce chiffre) et l'assemblage final et la main et la finition fut effectué à l'usine Vanden Plas à Kingsbury, Londres.
La Vanden Plas Princess 4 litres R est restée en production jusqu'en 1968, juste avant que BMC ne fusionne avec le groupe British Leyland. Environ 6 555 exemplaires ont été construits. C'était le seul véhicule civil produit en masse d'un autre constructeur à utiliser un moteur Rolls-Royce.

La princess 4 litres R
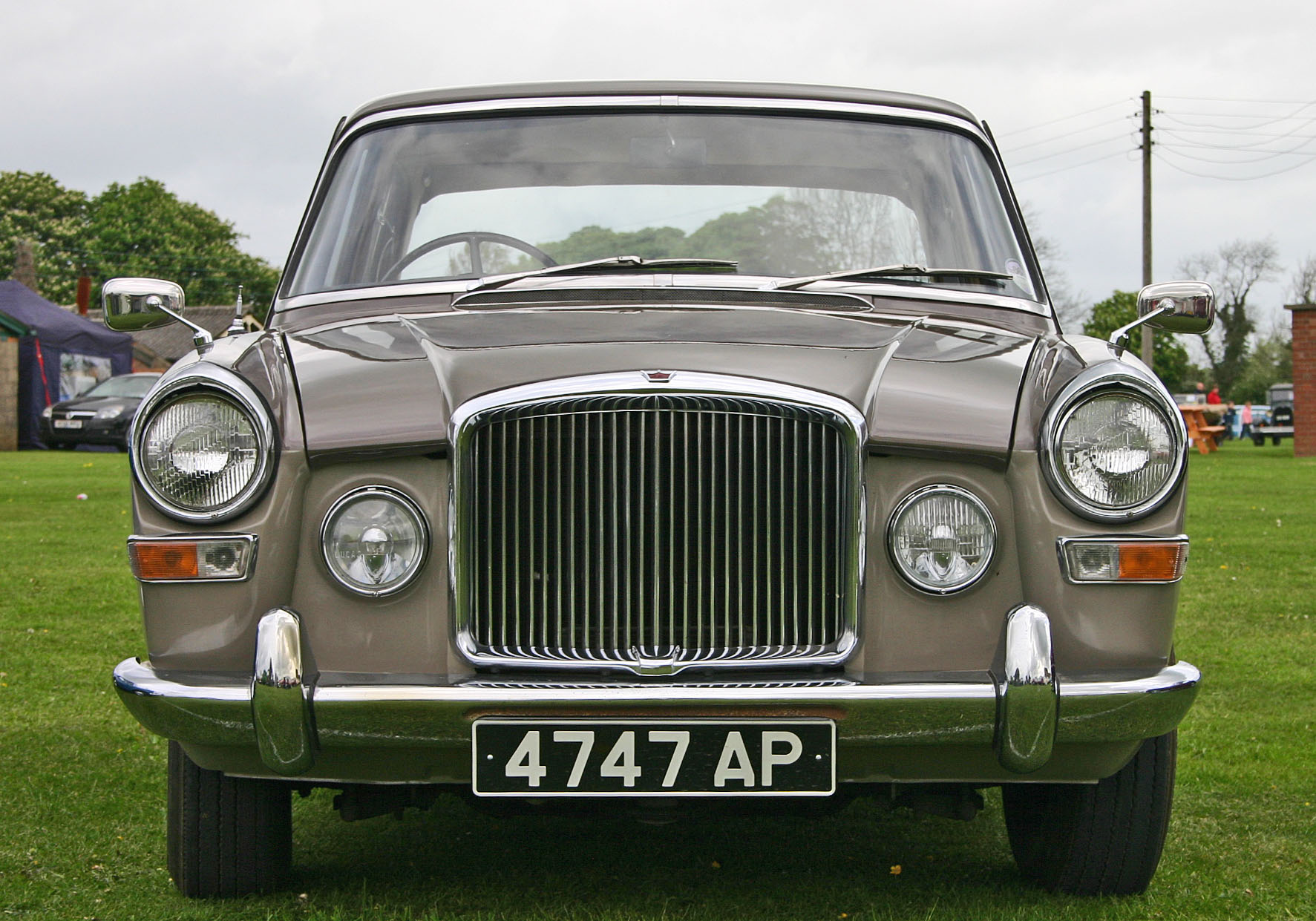
Nouveaux antibrouillards décalés et pneus plus larges
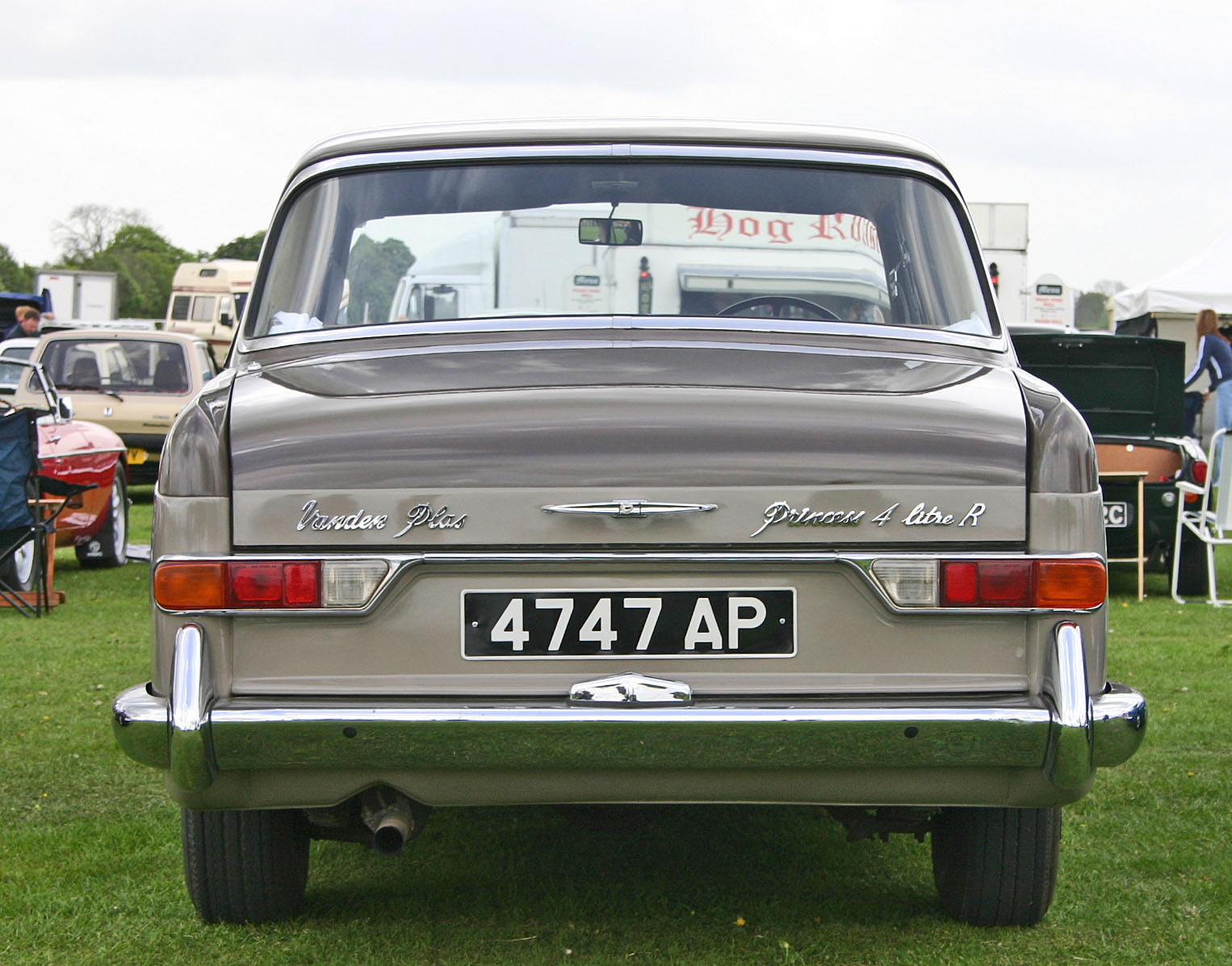
Vue arrière montrant l'arrangement d'éclairage horizontal
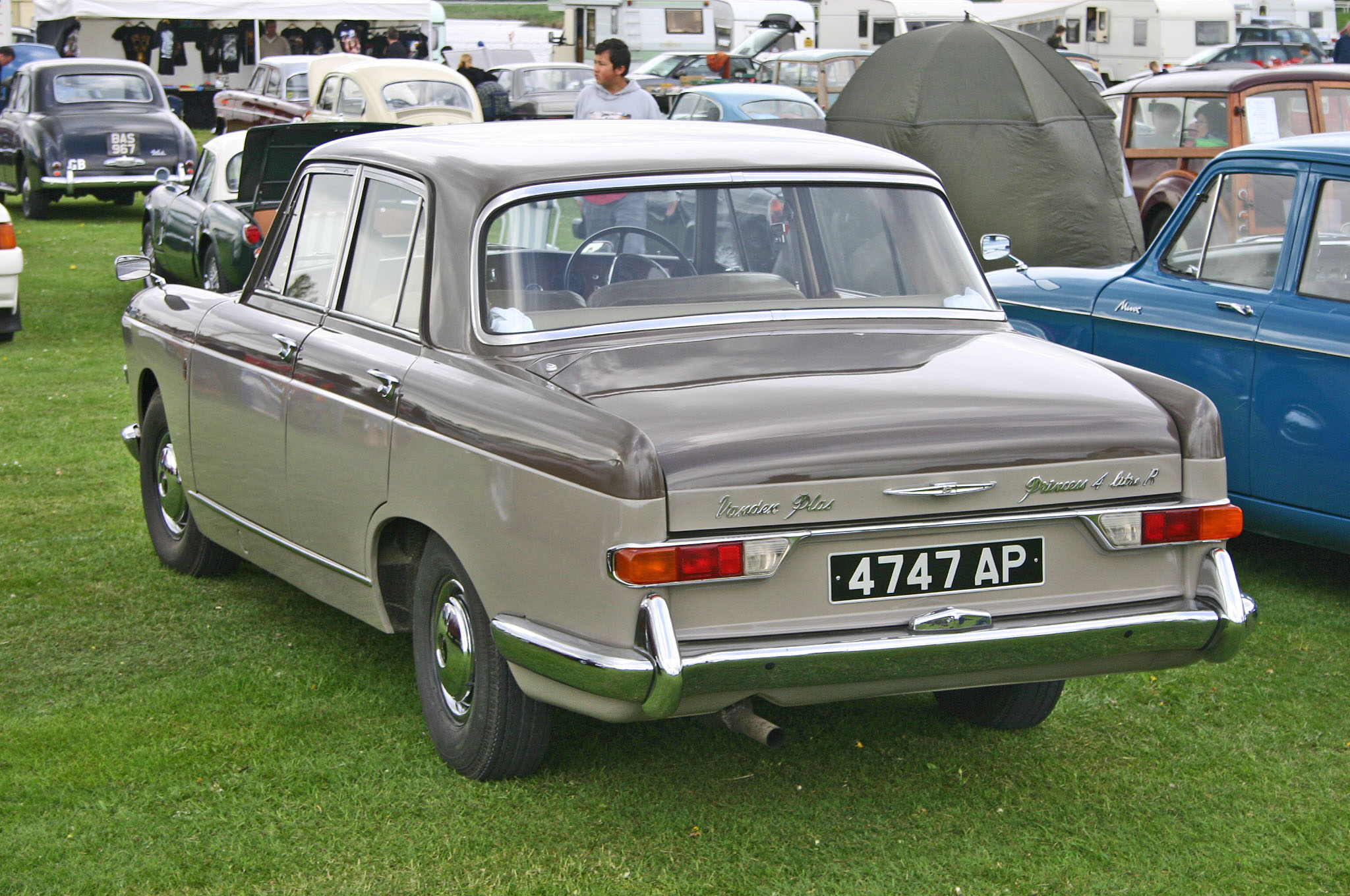
De trois quarts arrière montrant la forme plus importante

### Rolls-Royce Java
Cette voiture fut le résultat de la collaboration entre BMC et Rolls-Royce pour une petite Bentley de nom de code Java. Des prototypes furent construits utilisant la portion centrale de l'Austin Vanden Plas, avec des ailes restylisées Rolls Royce et Bentley à l'arrière comme à l'avant. Aucun de ces modèles ne fut mis en production. Rolls-Royce se retira de l'association. Ils avaient voulu ouvrir la possibilité que la survie de leur département automobile puisse dépendre de la production d'une Rolls-Royce de masse relativement compacte ; néanmoins le lancement de la Rolls-Royce Silver Shadow en 1965 fut un véritable succès.

## Vanden Plas Princess 1100/1275/1300

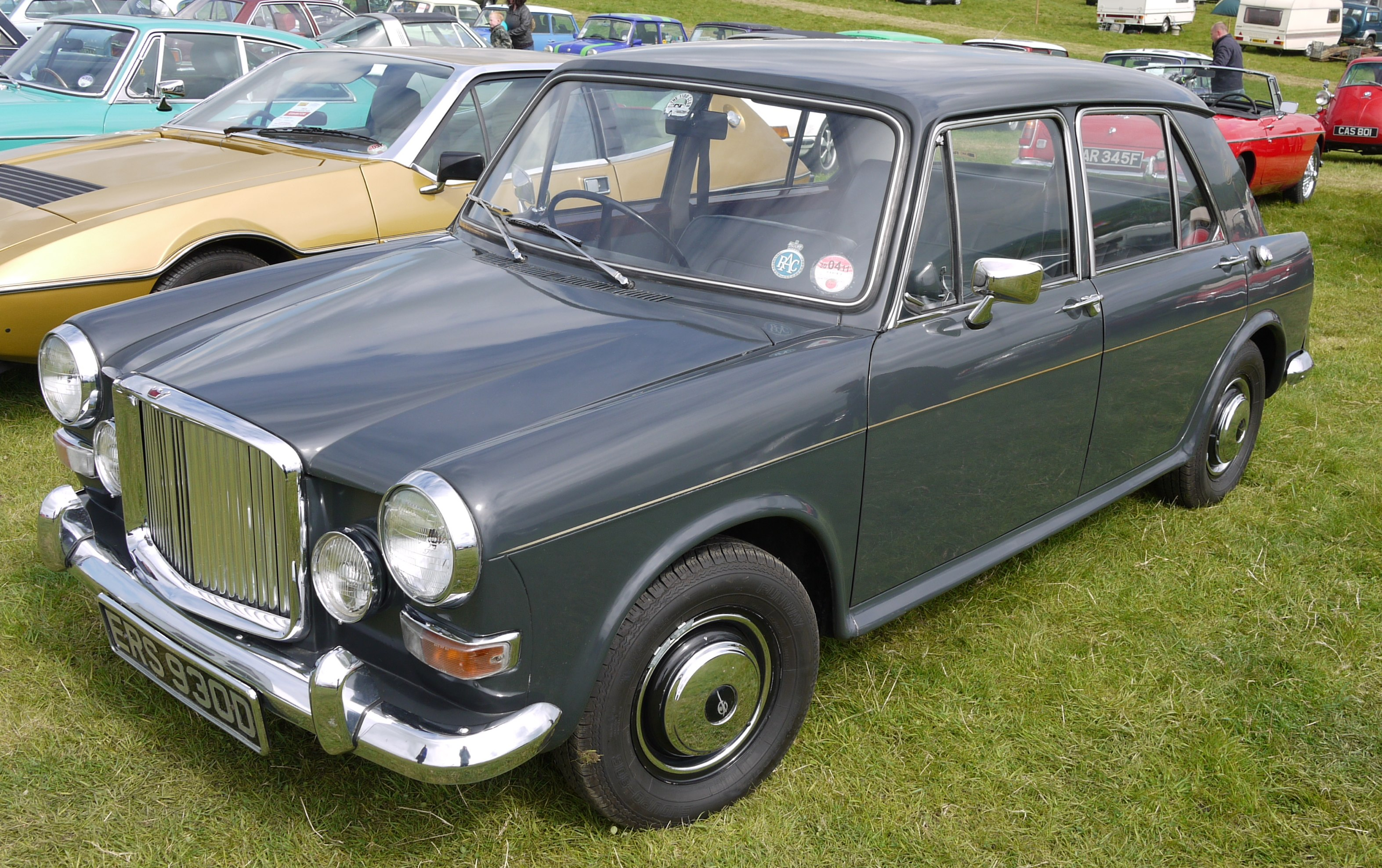
Vanden Plas Princess 1100

La Vanden Plas Princess 1100 fut lancée en 1963 comme variante luxueuse de la BMC ADO16.
La production des modèles Princess 1100, 1275 et 1300 se termina en 1974 avec 43 741 exemplaires produits.

## La dernière Princess (ADO71)

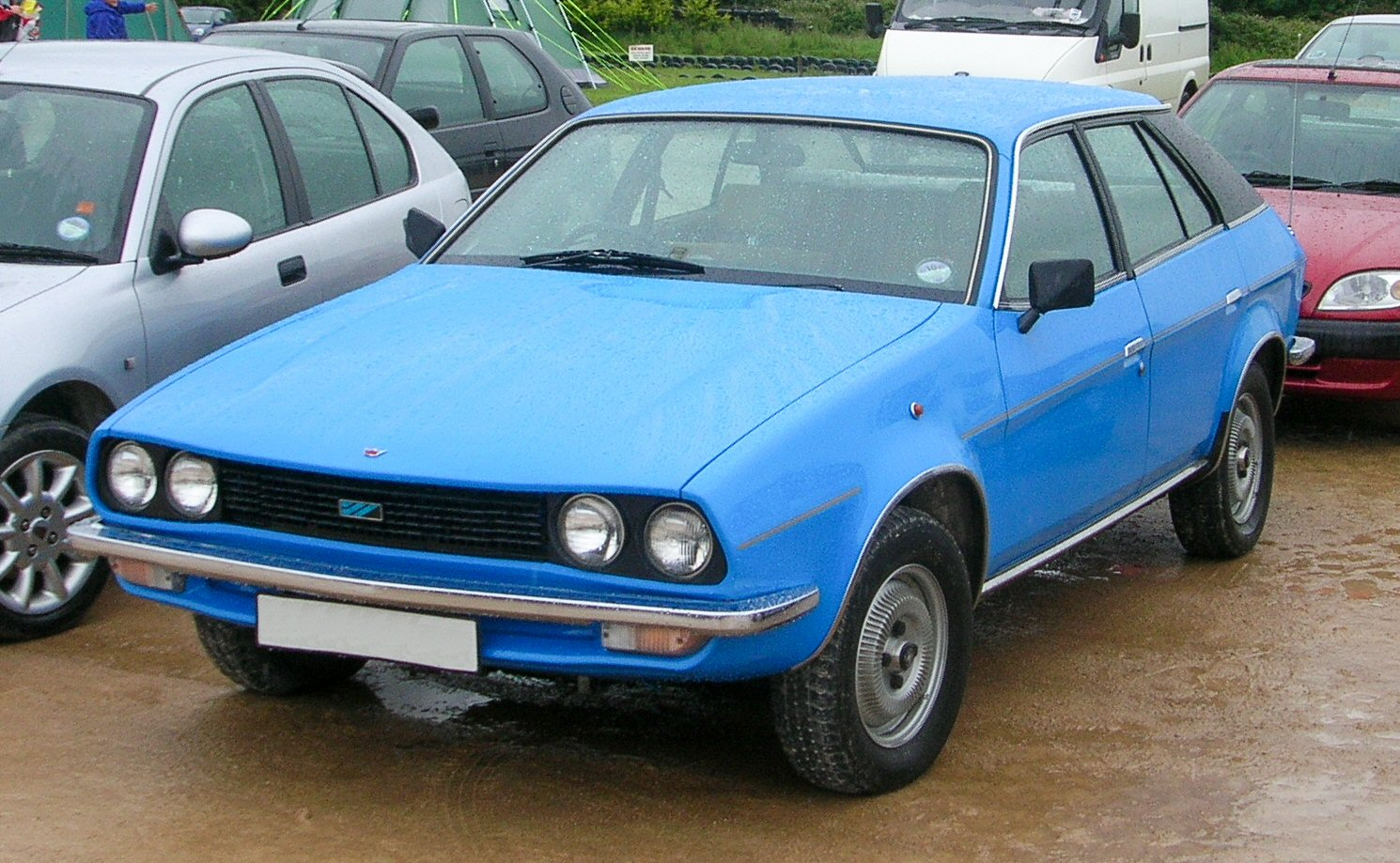
Princess 2 HL de 1979

L'utilisation finale du nom "Princess" incomba à la Princess 1800/2200 de 1975-78 et à la Princess "2" de 1700/2000/2200 de 1978-81. Elle n'était pas présentée comme une Austin sur le marché intérieur (même si elle était cataloguée comme telle en Nouvelle-Zélande), mais a été parfois confondue parce que pendant la première année de sa vie, elle fut commercialisée (diversement) comme Austin, Morris et Wolseley. Elle fut remplacée par l'Austin Ambassador en 1982 et a ainsi marqué la fin de la Princess, bien que le nom ait été continué chez Vanden Plas et en un niveau de finition plus luxueux dans la gamme Rover SD1.